# Crataegus calpodendron
Espèce
Crataegus calpodendron est une espèce de plantes à fleurs de la famille des Rosaceae. Cette aubépine est originaire d’Amérique du Nord. 

## Description

### Appareil végétatif
Cette aubépine forme un buisson, un arbuste ou un petit arbre pouvant atteindre 3 ou 4 m de hauteur. Le tronc est souvent tordu et la cime basse. 
Les feuilles, caduques, sont simples et de disposition alterne. Elles apparaissent tardivement au printemps, après les feuilles des autres espèces d'aubépine. Assez petites, de forme rhomboïdale, elles mesurent de 5 à 8 cm de long et sont couvertes d’un fin duvet. Elles sont portées par un pétiole présentant deux stipules dentées à sa base. La bordure des feuilles est doublement dentée. 
Les bourgeons sont luisants, brun rougeâtre, et apparaissent parfois par lot de deux ou trois, dont un donnera une épine. Ils sont recouverts de 5 à 10 écailles. 
Les rameaux, dont la couleur peut aller du brun orangé au gris pâle, sont de deux sortes : les rameaux longs portent des épines lisses, peu nombreuses mais acérées, brun foncé et luisantes, longues de 3 à 4 cm, ainsi que des feuilles. Les rameaux courts portent souvent, en plus des feuilles, des fleurs puis des fruits.
Le bois, dur et lourd peut être sculpté ou travaillé au tour à bois.

### Appareil reproducteur
La floraison est bien plus tardive que chez les autres espèces d'Amérique du Nord. Les fleurs apparaissent en grappes aplaties à l'extrémité des rameaux courts. D'odeur douceâtre mais désagréable, elles présentent 5 sépales verdâtres, 5 pétales blancs ou rosés, de 5 à 25 étamines et de 1 à 5 pistils.
Les fruits, comestibles, sont des baies en forme de poire, peu charnues et contenant de 1 à 5 graines. Larges de 4 à 8 mm, de couleur rouge-orangé et luisants, les fruits persistent souvent sur la plante tout au long de l'hiver.

## Répartition et habitat
Cette espèce nord-américaine pousse sur les friches, bords de cours d'eau ou dans les clairières. Elle préfère les zones exposées à la lumière et les sols riches en calcium.

## Taxinomie et systématique
Cette espèce a été scientifiquement décrite pour la première fois sous le nom Mespilus calpodendron en 1788 par le botaniste suisse Jakob Friedrich Ehrhart, dans Beiträge zur Naturkunde. En 1793, le médecin et botaniste allemand Friedrich Kasimir Medikus a transféré l'espèce dans le genre Crataegus.